# Bernardino Nozaleda
Bernardino Nozaleda y Villa (Pruneda, Nava, 20 de mayo de 1844-Madrid, 7 de octubre de 1927) fue un religioso dominico y arzobispo español.

## Biografía
Nació en la aldea de Pruneda, perteneciente a la parroquia de San Andrés de Cuenya, del municipio de Nava (Asturias, España) el 20 de mayo de 1844.
Tomó el hábito de la Orden de Predicadores el 21 de octubre de 1860, en el Convento de Ocaña (Toledo), donde se preparaba a los futuros misioneros para Asia. En este colegio cursó la carrera eclesiástica, estudiando Filosofía y Teología. Terminados sus estudios se le encomendó una cátedra de Filosofía.
Destinado a las misiones de los dominicos en Filipinas, completó sus estudios en la Universidad de Santo Tomás de Manila, doctorándose en Filosofía y en Derecho Canónico. Finalizado este periodo de formación se le designó como profesor de Disciplina Eclesiástica de esa Universidad. Durante este periodo ocupó otros cargos, como prior del Convento de Santo Domingo, predicador general y vicerrector de la Universidad, y rector del Colegio de San Juan de Letrán.
Nombrado Arzobispo de Manila por el papa León XIII, tomó posesión en Oviedo (España) el 13 de abril de 1890, haciendo su entrada oficial en Manila el 10 de febrero de 1891. Finalizada la soberanía española sobre las islas Filipinas, se trasladó a Roma en 1900 para presentar su renuncia al cargo, renuncia que no fue admitida hasta el 4 de febrero de 1902, fecha en la que regresó a España.

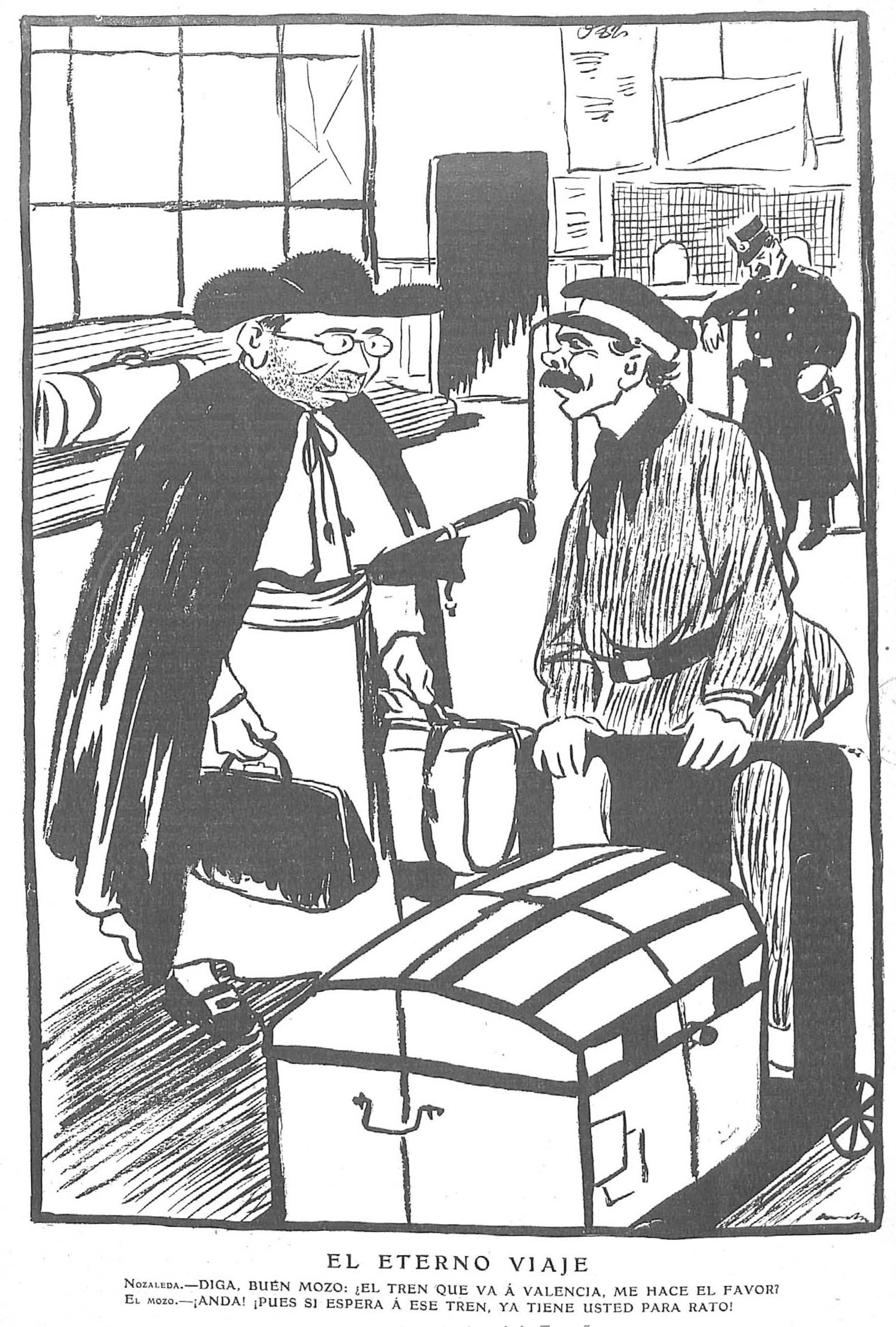
La caricatura "El eterno viaje", aparecida el 30 de marzo de 1905 en la revista satírica Gedeón, hacía referencia al caso Nozaleda.

### El caso Nozaleda
El 31 de diciembre de 1903 el gobierno conservador de Antonio Maura presentó al rey la firma de un decreto que nombraba al Padre Nozaleda Arzobispo de Valencia. Conocido ese hecho, el periódico El País comenzó una campaña de desprestigio contra el dominico y contra el gobierno que le pretendía favorecer con ese nombramiento. Esta campaña fue secundada por todos los periódicos liberales del momento, como El Liberal, El Imparcial, Heraldo de Madrid, El Globo, Diario Universal, y La Correspondencia Militar, además de otros periódicos de provincia afines.
Esta campaña estaba basada en diversas acusaciones, todas ellas en torno a su pretendido antiespañolismo mientras duró su mandato como Arzobispo de Manila. Entre dichas acusaciones se utilizaron argumentos como:
- Que había perdido la ciudadanía española por haber continuado como Arzobispo de Manila, después de pasar al dominio de Estados Unidos.
- Que había mantenido tratos secretos con los norteamericanos durante el bloqueo de la capital, habiendo negociado la entrega de la ciudad.
- Que había sido un sanguinario, por haber aconsejado el fusilamiento de Rizal y otros independentistas.

La campaña se convirtió en un asunto de primer orden, provocando numerosos mítines y diversas luchas parlamentarias. En respuesta a estas acusaciones, Bernardino Nozaleda presentó una querella por difamación e injurias y publicó su folleto Defensa obligada contra acusaciones gratuitas, en que intentaba rebatir todas las acusaciones que se le realizaban. Además, el episcopado español salió en su defensa en boca del Cardenal y Arzobispo de Toledo.
El gobierno de Maura retiró la designación, a la que ya había renunciado el Padre Nozaleda. Por su parte, Roma le concedió el título de Arzobispo de Petra, con residencia en el Convento del Rosario de Madrid, donde falleció el 12 de octubre de 1927.

## Obras
- El hombre fisiológicamente considerado. -- Manila, 1876.
- Patrocinio científico de Santo Tomás de Aquino. -- Manila, 1881.
- Temblores de tierra. -- Manila, 1885.
- Oración fúnebre en las exequias de Alfonso XII. -- Manila, 1886.
- Carta pastoral del Excm. e Ilmo. Señor Arzobispo de Manila. -- Manila, 1893.
- Carta pastoral del Arzobispo de Manila a sus diocesanos sobre la necesidad de orar. -- Manila, 1894.
- Defensa del Colegio de San José, de Manila. -- Manila, 1899.
- Pastorales y algunos escritos. -- Manila, 1900.
- Defensa obligada contra acusaciones gratuitas. -- Madrid, 1904.